# Leucania linearis
Leucania linearis är en fjärilsart som beskrevs av Lucas 1894. Leucania linearis ingår i släktet Leucania och familjen nattflyn. Inga underarter finns listade i Catalogue of Life.